# Achalarus
Achalarus là một chi bướm ngày thuộc họ Bướm nâu.

## Danh sách loài
- Achalarus albociliatus (Mabille, 1877)
- Achalarus casica (Herrich-Schäffer, 1869)
- Achalarus lyciades (Geyer, 1832)
- Achalarus tehuanaca (Draudt, 1922)
- Achalarus toxeus (Plötz, 1882)

## Hình ảnh

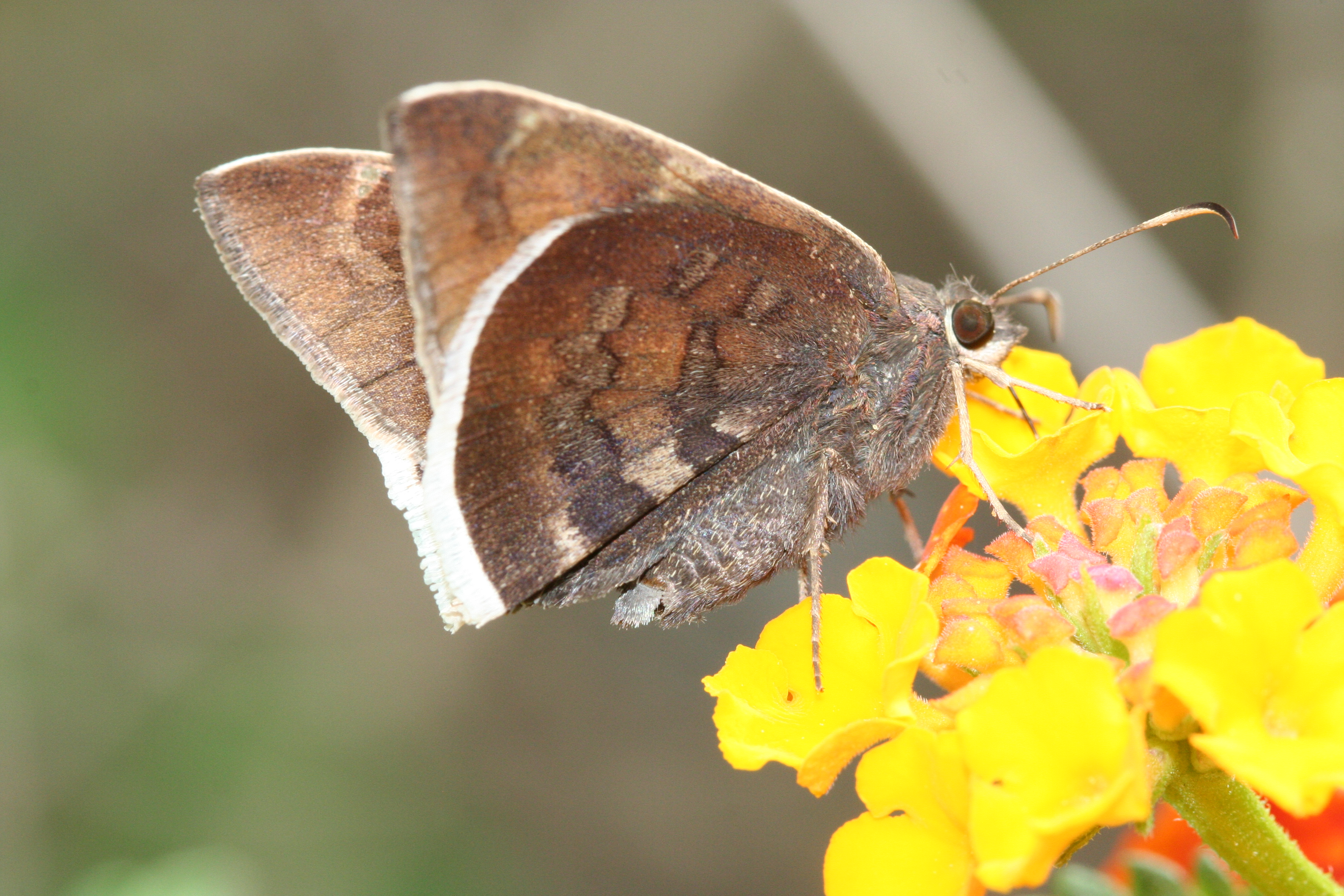